# Something to Believe In
Something to Believe In – singel zespołu Ramones, promujący album Animal Boy, wydany w Wielkiej Brytanii i Holandii w 1986 przez wytwórnię Beggars Banquet Records i Torso.

## Lista utworów
Wersja brytyjska (7"):
1. „Something to Believe In” (Dee Dee Ramone/Jean Beauvoir) – 4:09
2. „Somebody Put Something in My Drink” (Richie Ramone) – 3:23

Wersja brytyjska (12"):
1. „Something to Believe In” (Dee Dee Ramone/Jean Beauvoir) – 4:09
2. „Somebody Put Something in My Drink” (Richie Ramone) – 3:23
3. „(You) Can't Say Anything Nice” (Ramones) – 2:51

Wersja holenderska (7"):
1. „Something to Believe In” (Dee Dee Ramone/Jean Beauvoir) – 4:09
2. „Somebody Put Something in My Drink” (Richie Ramone) – 3:23

## Skład
- Joey Ramone – wokal
- Johnny Ramone – gitara, wokal
- Dee Dee Ramone – gitara basowa, wokal
- Richie Ramone – perkusja